# Notholaena solitaria
Notholaena solitaria là một loài dương xỉ trong họ Pteridaceae. Loài này được R.M. Tryon mô tả khoa học đầu tiên năm 1961.